# Сара Ландрі
Са́ра Ла́ндрі (англ. Sara Landry; 1995, Каліфорнія) — американська ді-джей у жанрі індастріал-техно, музичний продюсер і саунд-дизайнер.

## Біографія
Сара Ландрі народилася у 1995 році. За словами Сари вона народилася у Каліфорнії, неподалік Сан-Франциско, потім у віці 3-х років батьки перевезли її до Боулдера, що в Колорадо і там вона провела усе своє дитинство. Після розлучення батьків Сара разом з матір'ю та братом перебралися в Остін, штат Техас, де завершила середню та старшу школи. У віці 17 років дівчина поїхала до Нью-Йорка, аби вступити у місцевий університет, але через п'ять років повернулася в Остін у пошуках роботи.
Почала кар'єру у 2016 році та попри невеликий досвід і відсутність класичної музичної освіти швидко здобула популярність. Як ді-джей починала кар'єру ще в Нью-Йорку, а потім повернулася до Остіна, де незабаром отримала низку концертів у культових закладах Kingdom, Plush, Parish і Vulcan Gas Company.
Я вважаю, що Нью-Йорк і мій досвід там сформували мене як особистість і дозволили мені відкрити, чого я хочу від життя, але більшість мого зростання як музиканта відбулося в Остіні, оскільки саме там я жила останні кілька років, поки будувала свою кар'єру.
оригінальний текст (англійська)
I credit NYC and my experiences there with shaping me as a person and allowing me to discover what I want out of life, but most of my growth as a musical artist has happened in Austin, since that’s where I’ve lived for the last few years while I’ve been building my career.
— Сара Ландрі в інтерв'ю Magnetic Magazine, 2019 рік, 
Пізніше ді-джей протягом року постійно виступала в Ethics Music Lounge, поки бронювання виступів по суботах раптово не закрили. З того часу виступає у клубі Vibe Vessel гедлайнером поп-ап-концертів, а також супроводжує деяких із найпрестижніших ді-джеїв світу. З моменту випуску її першого синґлу Chasm у 2018 році Сара досягла успіху. Її музика була представлена в кількох списках, створених редакцією відомого стримінгового сервісу, Spotify (Techno Bunker, Electronic Circus, Electronic Rising), а у 2019 році вона підписала контракт з лейблом mau5trap, завдяки чому 17 травня 2019 року випустила свій перший багатодоріжковий техно-EP Wait.
Навесні 2022 року Ландрі разом з другом і колегою з Нідерландів, Доном Воезіком, записала чотирьох трековий індастріал-техно мініальбом Delirium. Це був перший її запис, зроблений у співпраці. Станом на 2022 рік, за версією порталу DjaneTop, Ландрі потрапила у ТОП-100 північноамериканських ді-джеїв, зайнявши 60-те місце. За даними того ж сайту, станом на кінець жовтня 2023 року зайняла 45-те місце у Північній Америці, 33-тє у США та 235 місце серед усіх ді-джеїв світу. Впродовж 2023 року зіграла сети на кількох фестивалях, зокрема: ARC Music Festival (Чикаго), Verknipt Festival (Утрехт, Нідерланди), Teletech Festival (на головній сцені Boiler Room, Лондон) тощо.

## Дискографія
Мініальбоми
- 2019 — Wait;
- 2019 — Signal EP;
- 2020 — Sacrifice;
- 2020 — Act of God (Inspired by ‘The Outlaw Ocean’[en] a book by Ian Urbina[en]);
- 2021 — Queen of the Banshees;
- 2021 — Incoming;
- 2021 — Rebirth EP;
- 2021 — About Last Night EP;
- 2022 — Delirium — EP (разом з Don Woezik).

Синґли
- 2018 — Chasm;
- 2018 — Rootless;
- 2018 — Tell Me;
- 2018 — Deeper;
- 2020 — Value;
- 2020 — Memo;
- 2020 — Enemy Inside;
- 2021 — Incoming;
- 2022 — Riot;
- 2022 — No Sleep;
- 2023 — Descent;
- 2023 — Chaos Magicka;
- 2023 — Legacy.

Ремікси
- 2020 — WAP (Sara Landry remix);
- 2022 — Bad Bitch Flips, Vol 1